# Kleymenov (cráter)

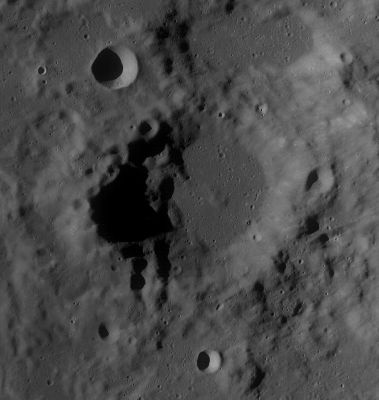
Fotografía de la misión Lunar Reconnaissance Orbiter

Kleyménov es un cráter situado en la cara oculta de la Luna, próximo a la pared exterior este-noreste de la enorme planicie amurallada del cráter Apolo, y al oeste-noroeste del gran cráter Chebyshev. Al norte se halla el cráter Mariotte.
Se trata de un cráter muy antiguo, desgastado particularmente en el sector occidental de su brocal, donde el material de eyección cubre el borde y parte de las paredes y del suelo internos. El contorno ha sido erosionado hasta el punto de que no está definido de forma precisa, y tanto el borde como la pared interior son redondeados y relativamente carentes de rasgos distintivos. Un pequeño cráter incide en el borde oriental. A excepción de los materiales eyectados acumulados en el borde occidental, carece de otros aspectos reseñables. 